# He Jiang
He Jiang (kinesiska: 贺江) är ett vattendrag i Kina. Det ligger i den södra delen av landet, 1 900 km söder om huvudstaden Peking.